# Portia on Trial
Pour les articles homonymes, voir On Trial.
Pour plus de détails, voir Fiche technique et Distribution.
Portia on Trial est un film de procès américain réalisé par George Nichols Jr., sorti en 1937.

## Synopsis
L'avocate Portia Merryman défend la malheureuse Elizabeth Manners, qui est jugée pour avoir tiré sur son amant Earle Condon ...

## Fiche technique
- Titre : Portia on Trial
- Réalisation : George Nichols Jr.
- Scénario : Edward E. Paramore Jr., Faith Baldwin et Samuel Ornitz
- Photographie : Harry J. Wild
- Montage : Howard O'Neill
- Musique : Alberto Colombo
- Direction artistique : John Victor Mackay
- Décors :
- Costumes : Eloise
- Producteur : Albert E. Levoy
- Société de production :  Republic Pictures
- Société de distribution :  Republic Pictures (États-Unis), Empire Universal Films (Canada), British Lion Film Corporation (Royaume-Uni), Associated Distributors (Australie),
- Pays d'origine :  États-Unis
- Langue : Anglais américain
- Format : Noir et blanc — 35 mm — 1,37:1 — Son : Mono (RCA Victor High Fidelity Sound System)
- Métrage : 2 041 mètres (8 bobines)
- Genre : Film dramatique
- Durée : 72 minutes (1 h 12)
- Dates de sortie : 
  -  États-Unis : 8 novembre 1937
  -  Canada : 24 novembre 1937
  -  Royaume-Uni : 7 décembre 1937
  -  Belgique : 18 mars 1938
  -  Australie : 8 avril 1938
  -  Portugal : 22 juillet 1938

## Distribution
- Walter Abel : Dan Foster
- Frieda Inescort : Portia Merriman
- Neil Hamilton : Earle Condon
- Heather Angel : Elizabeth Manners
- Ruth Donnelly : Jane Wilkins
- Barbara Pepper : Evelyn
- Clarence Kolb : John Condon
- Paul Stanton : Juge
- George Cooper : Efe
- Hobart Bosworth : Gouverneur
- Leo Gorcey : Joe Gannow
- Huntley Gordon : Dr Thorndike